# Miltonia candida
Miltonia candida é uma espécie de orquídea terrestre pertencente à familia das Orquidáceas. Distribuem-se pelos estados brasileiros do Espírito Santo, Rio de Janeiro e São Paulo, de onde crescem nos bosques da parte baixa das regiões de montanha com alto teor de umidade em altitudes que variam entre 500 e 600 metros.

## Descrição
As plantas florescem de outubro a novembro com inflorescências que possuem normalmente de 4 a 6 flores, estas tem de  6 a 7 cm de diâmetro com as sépalas e pétalas de cor amarela com grandes manchas de cor marrom,  o labelo é branco com listras de cor de lavanda em sua base.

## Cultivo
Crescem em condições intermediárias com luz moderada durante o verão, e alta luminosidade durante o inverno. Durante o período de vegetação, a alta umidade é essencial para o êxito do cultivo. O vaso não precisa ficar completamente seco, porém necessita de drenagem suficiente para evitar o apodrecimento da raiz. É necessário borrifar com frequência, se possível pela manhã, para imitar a névoa matinal de seu habitat natural. As plantas colocadas em vasos deve ter uma drenagem média, por meio de cascas de abeto.

## Nome comum
- Inglês:  Snow-white Miltonia

## Sinônimos
- Cyrtochilum flavescens (Lindl.) (1838)
- Miltonia loddigesii  Hort. ex Rchb.f. (1856)
- Oncidium flavescens  (Lindl.) Rchb.f. (1863)
- Cyrtochilum stellatum  Lindl. (1838)
- Miltonia stellata (Lindl.) Lindl. (1839)
- Oncidium stellatum  (Lind.) Beer 1(854)